# Officium novum
Officium novum från 2010 är det tredje musikalbumet med den norske saxofonisten Jan Garbarek och The Hilliard Ensemble.

## Låtlista
1. Ov zamranali (Komitas) – 4:11
2. Svjete tihij (trad) – 4:15
3. Allting finns (Jan Garbarek/Pär Lagerkvist) – 4:19
4. Litany (Nikolai Kedrov/trad) – 13:07
5. Surb, surb (Komitas) – 6:41
6. Most Holy Mother of God (Arvo Pärt) – 4:35
7. Tres morillas m'enamoran (anon) – 3:32
8. Sirt im sasani (Komitas) – 4:06
9. Hays hark nviranats ukhti (Komitas) – 6:26
10. Alleluia. Nativitas (Perotinus) – 5:20
11. We Are the Stars (Jan Garbarek) – 4:19
12. Nur ein Weniges noch (Giorgos Seferis) – 0:20

## Medverkande
- Jan Garbarek – sopran- och tenorsax (spår 1–11)
- The Hilliard Ensemble (spår 1–11)
  - David James – countertenor
  - Rogers Covey-Crump – tenor
  - Steven Harrold – tenor
  - Gordon Jones – baryton
- Bruno Ganz – uppläsning (spår 12)

## Listplaceringar i Norden
| Lista (2010–14) | Topplacering |
| --------------- | ------------ |
| Norge           | 10           |